# Vibrio harveyi
Vibrio harveyi è un batterio marino bioluminescente. 
La sua ubiquitarietà è stata riportata da vari autori che lo hanno ritrovato in acque tropicali, temperate e polari, sia superficiali che profonde (Yetinson T. e Shilo M.,1979).
Può vivere libero nell'acqua o associato ad animali marini come simbionte, commensale o parassita.
Vibrio harveyi origina l'effetto "milky sea" (mare di latte) che si verifica soprattutto nell'Oceano Indiano, dove il mare può assumere una luminescenza intensa tale da conferirgli il colore bianco del latte.
La sua funzione ecologica è ancora del tutto oscura; tuttavia alcuni studiosi ritengono che la presenza in ambiente acquatico rappresenti soltanto una fase del suo ciclo vitale e che si trovi a vivere soprattutto in associazione con animali marini (es. Vibrio harveyi e Aglaophenia octodonta).